# Meklenburský záliv
Meklenburský záliv nebo Meklenburská zátoka (německy Mecklenburger Bucht) je záliv, zátoka Baltského moře u břehů Německa (spolkové země Meklenbursko-Přední Pomořansko a Šlesvicko-Holštýnsko). Záliv je dlouhý 80 km a široký u vstupu do moře přibližně 50 km. Hluboký je do 27 m. V krutých zimách zamrzá. Příliv je dvanáctihodinový a dosahuje výšky 20 cm.

## Osídlení pobřeží
Hlavní přístavy jsou Lübeck, Neustadt in Holstein, Wismar, Rostock, Warnemünde.